# Mabutsane
Mabutsane is een dorp in het district Southern in Botswana. De plaats telt 2386 inwoners (2011).